# Liste der Monuments historiques in Beaussais-sur-Mer
Die Liste der Monuments historiques in Beaussais-sur-Mer führt die Monuments historiques in der französischen Gemeinde Beaussais-sur-Mer auf.

## Liste der Bauwerke

### Ploubalay
| Bezeichnung           | Beschreibung                       | Standort | Kennzeichnung | Schutzstatus | Datum | Bild           |
| --------------------- | ---------------------------------- | -------- | ------------- | ------------ | ----- | -------------- |
| Manoir de la Coudraye | Herrenhaus aus dem 18. Jahrhundert | (Lage)   | PA00089460    | Inscrit      | 1964  | weitere Bilder |

### Trégon
| Bezeichnung                 | Beschreibung | Standort | Kennzeichnung | Schutzstatus | Datum | Bild           |
| --------------------------- | ------------ | -------- | ------------- | ------------ | ----- | -------------- |
| Ehemalige Kirche            |              | (Lage)   | PA00089698    | Inscrit      | 1946  | weitere Bilder |
| Dolmen de la Ville-Tinguy   |              | (Lage)   | PA00089697    | Classé       | 1963  | weitere Bilder |
| Galeriegrab von La Hautière |              | (Lage)   | PA00089696    | Classé       | 1964  | weitere Bilder |

## Liste der Objekte

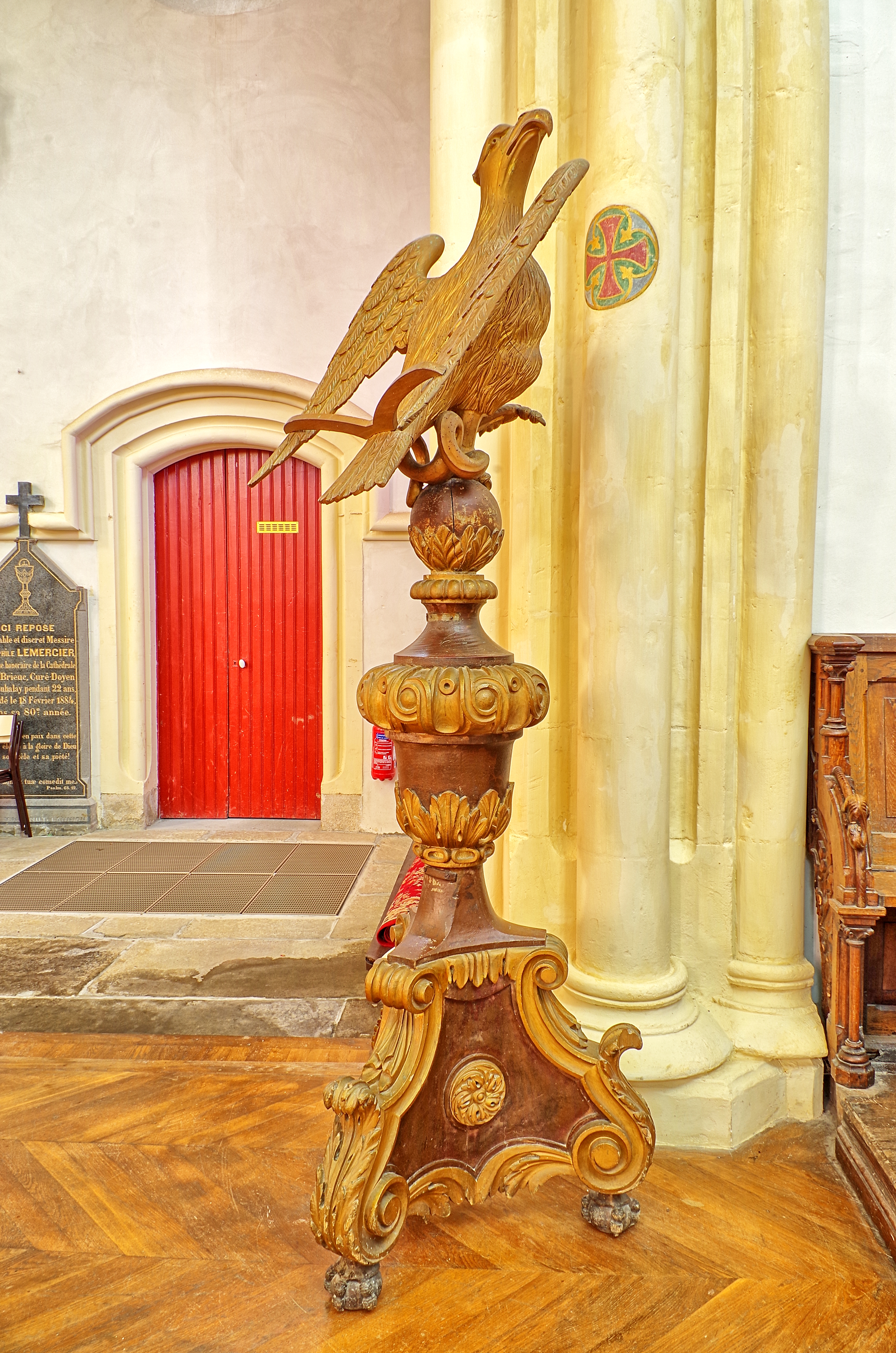
Lesepult (18. Jahrhundert) in der Kirche Saint-Pierre-et-Saint-Paul in Ploubalay

- Monuments historiques (Objekte) in Plessix-Balisson in der Base Palissy des französischen Kultusministeriums
- Monuments historiques (Objekte) in Ploubalay in der Base Palissy des französischen Kultusministeriums
- Monuments historiques (Objekte) in Trégon in der Base Palissy des französischen Kultusministeriums